# Syndroom van Rieger
Het syndroom van Rieger is een aangeboren afwijking met afwijkingen aan het gezicht, de ogen en het gebit. Het is een erfelijke afwijking die autosomaal dominant overerft. Naar schatting 1 op de 200.000 mensen heeft het syndroom van Rieger.

## Symptomen
Het gelaat van patiënten met het syndroom van Rieger is karakteristiek met een brede neusrug, een geprononceerde bovenrand van de oogkasholte (margo supraorbitalis) en een onderontwikkelde bovenkaak.
De belangrijkste kenmerken zijn:
- een plat gezicht
- een niet volledig aangelegde bovenkaak
- de ogen staan ver uit elkaar
- de pupil staat niet midden in de iris
- vormen en een groeiachterstand
- jongens kunnen ook een afwijking aan de penis hebben, de urinebuis gaat dan niet helemaal tot het einde

## Oorzaak
Het is nog niet helemaal duidelijk op welk chromosoom deze mutatie ligt; er zijn verschillende patiënten met mutatie op de lange arm van chromosoom 4 en 13.